# 李邦瑞
李邦瑞（？—1235年），字昌国，金朝末年、元朝初年京兆府临潼县（今陕西省西安市临潼区）人。
李邦瑞读书通大义。开始时作为金将小吏，守阎漫山寨。后率众归降蒙古木华黎，居太原。1230年先后三次奉窝阔台之命出使南宋，议如约而还。1234年跟随阔出经略河南，将所经过的河北、陕西州郡四十余城，绘图进献给窝阔台。授为宣差军储使。1235年六月去世。其子李荣。